# Jean Sothern
Jean Sothern (1895 – 8 de janeiro de 1924) foi uma atriz de cinema estadunidense da era silenciosa que atuou em11 filmes entre 1915 e 1918.

## Biografia

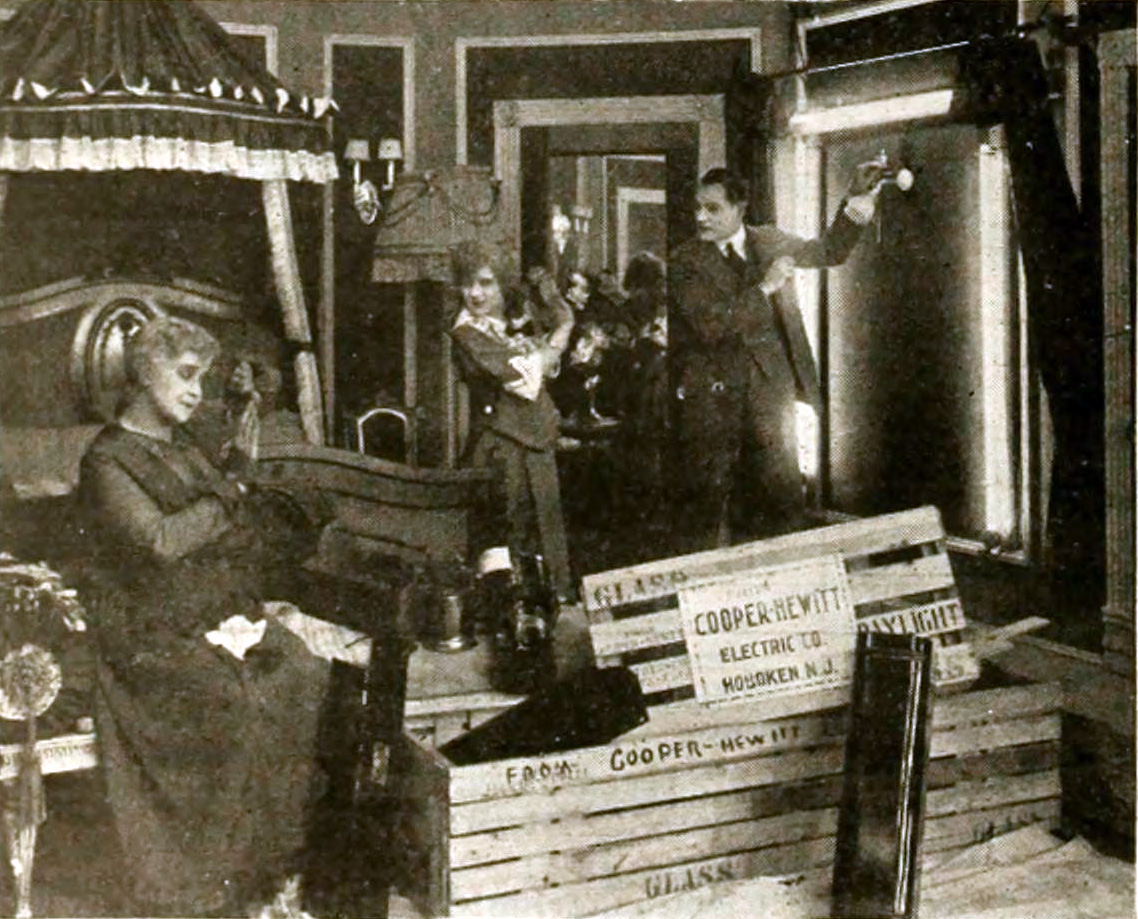
Uso da lâmpada de vapor de mercúrio, inventada por Peter Cooper Hewitt, para produzir efeitos especiais durante a filmagem de uma cena do seriado The Mysteries of Myra, apresentando Jean Sothern como Myra Maynard.

Nascida Jean Brannen (ou Brennen) em Richmond, Virginia, Jean atuou no teatro e no cinema a partir de 1915. Seu primeiro filme foi Dr. Rameau, em 1915, pela Fox Film, e entre seus trabalhos destacam-se The Two Orphans (1915), ao lado de Theda Bara; o seriado em 15 capítulos The Mysteries of Myra (1916) para a International Film Service e Whartons Studio; e The Cloud (1917). Seu último filme foi Peg o' the Sea, em 1918.
Para o seriado The Mysteries of Myra, Sothern foi selecionada pelos autores Hereward Carrington e Charles Goddard. Carrington diria sobre ela: "Miss Sothern tinha "poderes mentais extraordinários", realizou uma série de testes psicológicos para o papel, sentindo que a protagonista "deve ser capaz de retratar as emoções de alguém sujeito às influências convincentes de uma vontade superior. Ela deve ter graça, elegância e uma personalidade que realmente alcance fora da tela, tome posse das pessoas e faça-os instintivamente, irresistivelmente, responderem a cada impulso e emoção com todas as emoções que a estrela experimente".
Curiosamente, durante as filmagens do seriado, Miss Sothern caiu vítima de uma circunstância incomum: "Em uma das cenas do novo drama, Myra visita o laboratório do Dr. Alden, o investigador psíquico. Ela apresentou-se diante de uma enorme máquina hipnotizante. As luzes estavam esmaecidas no laboratório, o interruptor estava ligado, e para o suave ronronar de um motor elétrico a roda enorme, com seus inumeráveis espelhos olhando, refratando e misturando-se com as luzes, começou a girar em alta velocidade. Após um período adequado de tempo, Dr. Alden foi direcionado para levar Miss Sothern novamente para a terra. Para o grande espanto de todos, Miss Sothern aparentemente não conseguia ouvir, e Estabrook a sacudiu violentamente para acordá-la. Ela abriu os olhos lentamente e depois de um momento, prosseguiu com a cena. Ela tinha realmente sido hipnotizada".
Sothern trabalhou para várias companhias, entre elas a Fox Film, International Film Service, Whartons Studio, U.S. Amusement Corporation e Van Dyke Film Production Company.

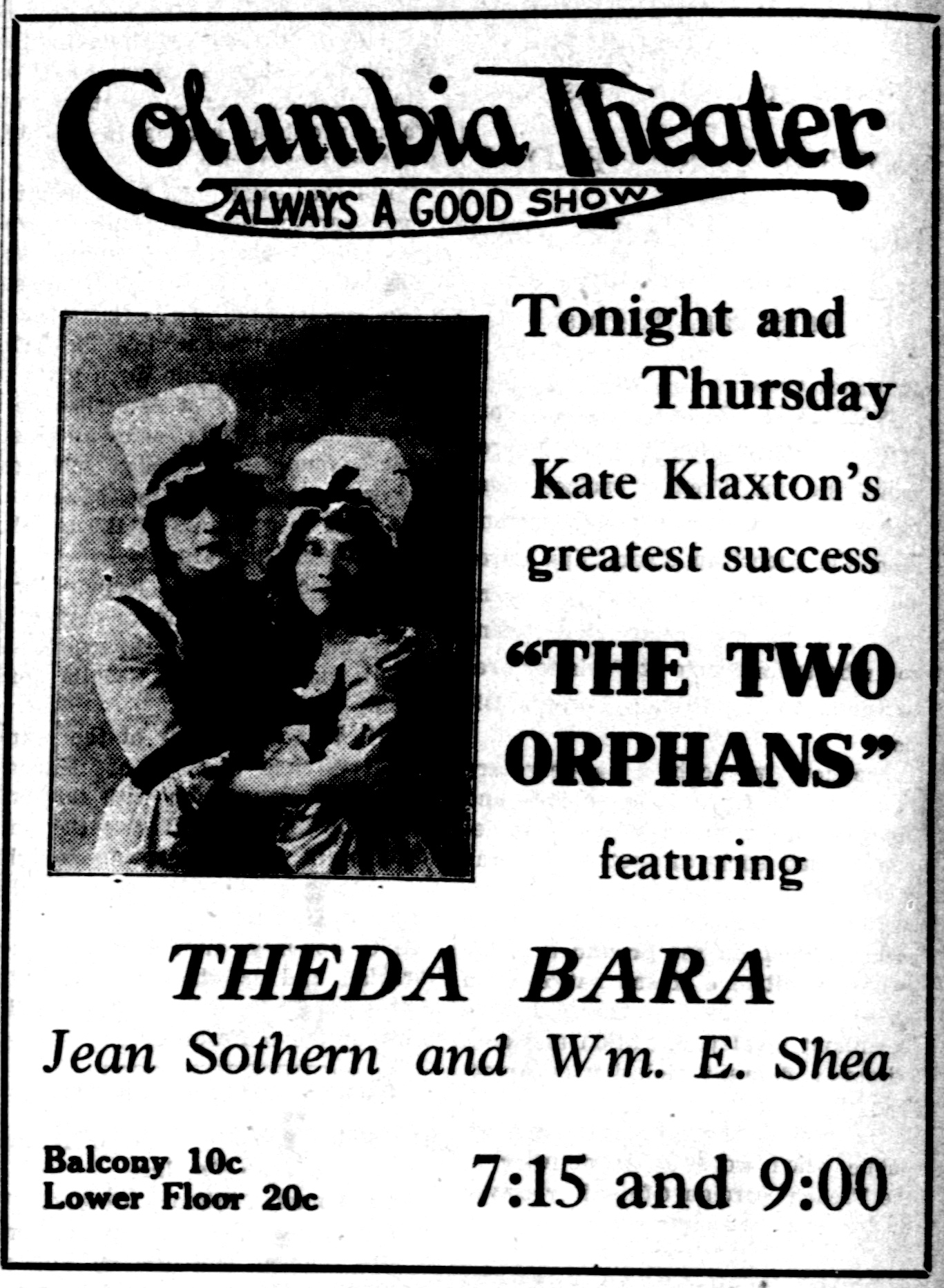
Cartaz do filme The Two Orphans, de 1915, com Sothern e Theda Bara.

Sothern foi casada com Beverly Chew, e faleceu em 8 de janeiro de 1924, em Chicago, Illinois, aos 29 anos, de câncer.

## Filmografia
- Dr. Rameau (1915)
- Should a Mother Tell (1915)
- The Two Orphans (1915)
- The Mysteries of Myra (1916)
- Whoso Findeth a Wife (1916)
- Her Good Name (1917)
- The Cloud (1917)
- A Mother's Ordeal (1917)
- A Mute Appeal (1917)
- Miss Deception (1917)
- Peg o' the Sea (1918)